# PlayStation
PlayStation или PlayStation 1 (съкр. PS, PS1) е игрална конзола създадена от Sony Computer Entertainment и пусната на пазара през 1994 г. в Япония. Тя поставя началото на серията конзоли PlayStation.

## История
Преди излизането на Плейстейшън, Сони нямат почти никакво участие в пазара на видео игри. Някои от технологиите върху които работят през 80-те години обаче, ще се окажат част от бъдещето на игралния пазар.

### Предпоставки за навлизане в пазара на видео игри
Чрез съвместни усилия в края на 80-те, Сони и Филипс създават CD-ROM/XA разширението на стандарта CD-ROM, което позволява комбинирането и едновременното четене на аудио, видео и други данни. По това време оптичните дискове започват да навлизат в пазара на домашните компютри. Производителят на видеоигрален софтуер и хардуер, Sega, започва работа по приставката Mega-CD за своята игрална конзола. Това ще повиши многократно капацитета за данни на игрите, което ще способства за създаването на по-привлекателни игри, с повече мултимедийно съдържание. Усещайки тази тенденция, другото голямо име от бранша по това време – Нинтендо също започва разработката на нов, магнитен носител за своята SNES конзола. Той обаче се оказва ненадежден тъй като се изтрива лесно. Затова, в крайна сметка, решават че е най-добре да възложат задачата на друг и се обръщат към Сони.

### Съвместна работа на Сони и Нинтендо
Двете компании сключват договор според който Сони трябва да изработи CD-ROM приставка, наречена SNES-CD, за конзолата на Нинтендо. Публичното представяне на SNES-CD е планувано за юни 1991 на международното изложение Consumer Electronics Show. Междувременно, президента на Нинтендо, преразглежда договора, според който Сони има пълни права върху приставката и производството на дискове за нея. Това не се харесва на Нинтендо, тъй като може да ограничи значително приходите им от издаването на нови заглавия. Навръх изложението, компанията за видеоигри едностранно обявява скъсването на отношенията си със Сони и започването на преговори с Филипс, които биха им дали пълни права върху хардуера.

### Самостоятелна разработка на Сони
След прекъсване на сътрудничеството, Сони за кратко се отказва от проекта. Но впоследствие решава да се възползва от възможността да развие своето устройство в цялостна, самостоятелна конзола. След неуспешен съдебен опит на Нинтендо да спрат това, през 1991 г. Сони представя своя продукт – първият PlayStation. Смята се, че са произведени само 200 бройки от този първи модел. Той имал както CD-ROM устройство, така и слот за SNES касетки. Според споразумение между двете компании, Нинтендо ще получава повечето от приходите от SNES игри. Но в следващите модели, Сони залага на новите технологии и използва само CD-ROM като носител.

## Пускане на пазара
Плейстейшън излиза първо на японския пазар през декември 1994 г., а след почти една година и по целия свят. Сони се радва на успешни заглавия в почти всички игрални жанрове. Повечето от първите игри на Сони и Namco ще бъдат последвани от многобройни продължения.

## Модели

### PS one
PS one (още PSOne) излиза през 2000 г. и представлява умалена версия на PlayStation. Отделно, като аксесоари, се продават LCD екран и адаптер за захранване от автомобил. Има пълна софтуерна съвместимост с PlayStation.

### Net Yaroze
Net Yaroze е по-скъп от първия Плейстейшън тъй като е снабден с инструменти и ръководство за създаване на софтуер за конзолата. Предназначен за любители, този модел предоставя ограничени възможности за програмиране, за разлика от пълните комплекти за разработка достъпни само за лицензирани разработчици.

## Игри
Сред по-известните игри за Плейстейшън 1 са:
- Ace Combat
- Castlevania: Symphony of the Night
- Chrono Cross
- Crash Bandicoot, Crash Bandicoot 2, Crash Bandicoot 3
- Dance Dance Revolution
- Driver, Driver 2
- Final Fantasy VII, Final Fantasy VIII, Final Fantasy IX
- Gran Turismo, Gran Turismo 2
- Grand Theft Auto, GTA2
- Medal of Honor, Medal of Honor: Underground
- Metal Gear Solid
- Resident Evil, Resident Evil 2, Resident Evil 3
- Ridge Racer
- Silent Hill 1
- Spyro the Dragon, Spyro 2, Spyro 3
- Syphon Filter
- Tekken, Tekken 2, Tekken 3
- Tomb Raider, Tomb Raider 2, Tomb Raider III, Tomb Raider: The Last Revelation, Tomb Raider: Chronicles
- Tony Hawks Pro Skater, Tony Hawks Pro Skater 2, Tony Hawks Pro Skater 3, Tony Hawks Pro Skater 4
- Wipeout
- Mortal Kombat 9

## Технически характеристики
- Централен процесор: 32-битов RISC процесор работещ на 33,9 MHz честота.
- Оперативна памет: основна – 2MB, за видео – 1MB.
- Външна памет: 128KB флашкарта, CD-ROM.
- Графичен процесор: 16.7 млн. цвята, до 640x480 пиксела разделителна способност.